# Premnas
Premnas är ett släkte i familjen frökenfiskar.

## Arter
- Sammetsclownfisk (Premnas biaculeatus)
- Premnas leucodesmus
- Premnas trifasciatus